# Михайловский (Красноярский край)
Михайловский — упразднённый посёлок в Северо-Енисейском районе Красноярского края России. На момент упразднения входил в состав Новокамалинского сельсовета. Упразднён в 2001 году.

## География
Располагался между правмм берегом реки Енашимо и ручьем Николаевским, на расстоянии приблизительно 11 км по прямой к юго-западу от посёлка Северо-Енисейский.

## История
Впервые упоминается в 1851 году как прииск Ново-Михайловский подполковника М. Григорова. С 1863 по 1900 годы на прииске было добыто свыше 36 пудов золота. В 1930 году в районе приска начала свою работу драга № 12. В 1930—1940-е годы вокруг посёлка располагались исправительные лагеря, заключенные которых работали на лесоповале по заготовлению дров для работы драг. В 1945 году в лагерях разместили военнопленных японцев. В 1971 году прекратили работу все драги добывавщие золото в районе посёлка. Оставшись без работы, посёлок постепенно начали покидать жители.
Исключен из учётных данных постановлением губернатора Красноярского края от 28 сентября 2001 года № 1026-Р в связи с выездом всех жителей.